# 원천항
원천항은 경상남도 남해군 이동면 신전리에 있는 어항이다. 1992년 10월 1일 지방어항으로 지정하여 관리하고 있다. 시설관리자는 남해군수이다.

## 어항 시설
- 방파제 210m

## 주요 어종
- 도다리, 해삼, 노래미, 낙지, 패류, 게